# Clayton (Michigan)
Clayton – wieś w Stanach Zjednoczonych, w stanie Michigan, w hrabstwie Lenawee.